# Arteria alveolaris inferior

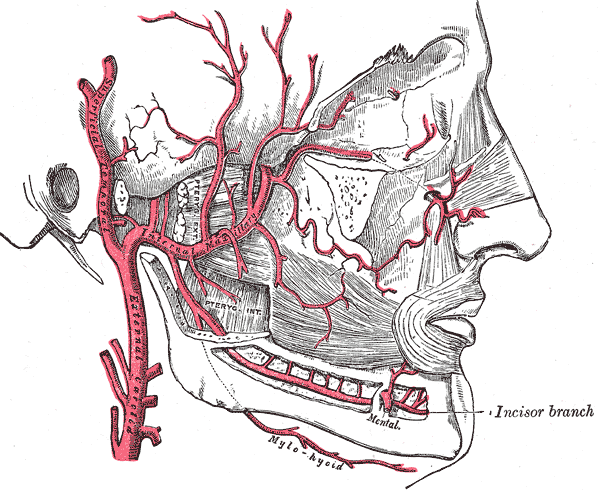
Arterien des Kopfes

Die Arteria alveolaris inferior („untere Zahnfacharterie“) ist eine Schlagader des Kopfes. Sie entspringt dem ersten Abschnitt der Oberkieferarterie (Arteria maxillaris). 
Die A. alveolaris inferior entlässt zunächst einen Ramus mylohyoideus der sich im Mundboden unter dem Musculus mylohyoideus verzweigt. Anschließend zieht sie durch das Unterkieferloch Foramen mandibulae (Unterkieferloch) des Unterkiefers in den Canalis mandibulae (Mandibularkanal) innerhalb dieses Knochens, in dem sie zusammen mit gleichnamiger Vene und Nerv (Nervus alveolaris inferior) in Richtung Kinn zieht. Hier entsendet die Arterie feine Äste zu den Unterkieferzähnen und dem Unterkiefer selbst. Am Foramen mentale (Kinnloch) tritt einer der beiden Endäste, der Ramus mentalis, wieder aus dem Unterkiefer aus und versorgt die Kinnregion. Der zweite Endast zieht innerhalb des Knochens zu den Schneidezähnen.